# Antonio Mastrogiacomo
Antonio Mastrogiacomo (Adelfia, 18 dicembre 1935 – Adelfia, 19 novembre 2022) è stato un politico italiano, sindaco di Adelfia dal 1988 al 1993 e deputato dal 1987 al 1992.
Socialista, è stato sindaco di Adelfia in provincia di Bari dal 1988 al 1993 e deputato alla Camera nella X legislatura dal 1987 al 1992, eletto nel collegio di Bari con il PSI.
Nel 2004 viene nominato "Cavaliere Ordine al Merito della Repubblica Italiana" dal presidente della Repubblica su proposta della Presidenza del Consiglio dei Ministri.